# Skærum Å
Skærum Å är ett vattendrag i Vendsyssel på norra Jylland i Danmark. Det rinner upp nära samhället Lendum för att öster om samhället Kvissel flyta samman med Åsted Å och bilda Elling Å.